# Gastrotheca christiani
La rana marsupial de Calilegua (Gastrotheca christiani) es una especie de anfibio de la familia Amphignathodontidae.
Es endémica de Argentina.
Su hábitat natural incluye bosques bajos, secos y áreas rocosas. Esta especie no se registra en la naturaleza desde el año 1996 y es una de las diez especies de anfibios más buscadas del mundo.

## Características
Los machos crecen hasta treinta y cuarenta milímetros, y las hembras hasta cuarenta milímetros. Poseen cabeza más ancha que larga. Su hocico es redondeado en vista dorsal y lateral. Narinas prominentes localizadas lateralmente, la distancia es ligeramente menor que la distancia interocular e igual que el ancho del párpado superior. Cantos rostrales redondeados; región loreal cóncava. Dientes vomerianos en dos grupos curvos entre y detrás de las narinas. Lengua libre, con una ligera muesca en la paste posterior. Ojos anterodorsales, su diámetro es menor que la longitud del hocico; pupila horizontal. Tímpano pequeño, visible, de 1/3 a 2/5 del diámetro del ojo; pliegue supratimpático granuloso. Dedos largos, con discos terminales y membrana interdigital basal. Longitud de los dedos de menor a mayor 1°-2°-4°-3°. Mano con tubérculos subarticulares supernumerarios grandes y redondeados. Pie con tubérculo metatarsal interno alargado, el externo pequeño y cónico. Piel dorsal con tubérculos ovoides longitudinales. Vientre ligeramente granular. Hembra con saco incubatorio dorsal. Dorso marrón o grisáceo con manchas grandes. Mancha interocular en forma de T o una barra transversal. Banda lateral oscura desde la narina hasta la ingle, a veces con vermiculaciones claras. Vientre blancuzco con pequeñas manchas marrones, más numerosas en garganta y pecho.

## Hábitat y distribución
Es una especie estrictamente endémica de las selvas de Yungas de las provincias de Jujuy y Salta, que habita en los pisos de selva montana y bosque montano de Yungas, entre los 1500 a los 2700 metros sobre el nivel del mar. Existen dudas sobre la identidad taxonómica de la población registrada en el parque nacional Baritú de la provincia de Salta, por lo que su área de distribución histórica confirmada se reduciría a las serranías de Calilegua en la provincia de Jujuy.

## Estado de conservación
Durante la primera evaluación del estado de conservación de los anfibios argentinos en el año 2000, surgió una señal de alerta temprana sobre el estado de conservación de la rana marsupial de Calilegua (Gastrotheca christiani). Un breve informe considerado "anecdótico" relativo a la extirpación de una agregación reproductiva de la especie, que pasó desapercibido un buen tiempo, ganó relevancia cuando los especialistas notaron que éste fue el último registro de la especie en estado salvaje desde 1996 y, como resultado, quedó catalogada como en peligro de extinción a nivel nacional, y a nivel mundial, la UICN declaró a la especie como En Peligro Crítico (CR) en 2004. Su principal amenaza es la pérdida y modificación del hábitat como consecuencia de las actividades humanas (tala rasa, obras civiles como la construcción de caminos, explotación petrolera, etc.).
Desde el INECOA y el CONICET, centran sus esfuerzos para encontrar poblaciones existentes de Gastrotheca christiani, como clave para cualquier esfuerzo de conservación futuro. Ya pasaron dos décadas desde el último registro en la naturaleza de la Rana Marsupial de Calilegua. En consecuencia, se invitó a la Administración del parque nacional y a las autoridades de agencias ambientales nacionales y provinciales a involucrarse en la campaña de sensibilización sobre el estado de conservación de Gastrotheca christiani y declarar el 8 de noviembre como el "Día de la Rana Marsupial de Calilegua" ya que fue el día reportado como la colección de especímenes tipo en el parque nacional de Calilegua en 1967.